# Мурсалевско неолитно селище
Неолитното селище Мурсалево се намира южно от днешното село Мурсалево, на левия бряг на Струма. Площта му е около 20 дка. Там са регистрирани в останки на повече от 60 праисторически постройки. Датировката на най-старите находки е от ранен до късен неолит (7 – 5 хил. пр.н.е.) като разпределението им е пространствено т.е. практически без припокриване. На места дебелината на напластяванията достига 1,0—2,7 м.
Ранно неолитното селище има близка до правоъгълника форма, очертана от два дълбоки рова. Пастройките са изграждани успоредно. Максималните им размери достигат до 10 х 10 м (н.20 или 24). Проучвателите предполагат, че някои от тях са били дори двуетажни. Разнообразни елементи от носещите дървени конструкции са запазени и те издават значителни практически опит. При по-късните конструкции са използвани дори каменни основи. Както и множество други ранни селища в района и това при Мурсалево е било многократно опожарявано.
Селището е открито още през 30-те години на XX век при строежа на железопътната линия Дупница-Горна Джумая. Разработва се активно от 2014 г. при строежа на автомагистрала Струма. Тогава археологическите проучвания  са се ръководили от Васил Николов и Крум Бъчваров.
От проведеното археозоологично изследване на около 5500 кости останки от зоолога проф. Златозар Боев в 2020 г. са установени 18 вида и домашни форми, сред които: сива гъска, тур, сърна, вълк, благороден елен, елен лопатар, дива котка, див заек, дива свиня, кафява мечка от дивите и куче, овца, коза, кон, свиня, говедо от домашните животни. 

## Виж още
- Orfanidou E., „Early Farming Communities. Spatial organization and variability in Neolithic Settlements in Southern Bulgaria“ (2016) Архив на оригинала от 2016-11-16 в Wayback Machine..